# Marquesado de Pardo de Figueroa
El marquesado de Pardo de Figueroa es un título nobiliario español creado por el rey Alfonso XIII en favor de Josefa Pardo de Figueroa y de la Serna, viuda de Baltasar Hidalgo y Meléndez, el 16 de mayo de 1927 por real decreto y el 20 de julio del mismo año por real despacho.

## Marqueses de Pardo de Figueroa
|                           | Titular                                | Periodo                   |
| Creación por Alfonso XIII | Creación por Alfonso XIII              | Creación por Alfonso XIII |
| ------------------------- | -------------------------------------- | ------------------------- |
| I                         | Josefa Pardo de Figueroa y de la Serna | 1927-1928                 |
| II                        | Salvador Hidalgo y Pardo de Figueroa   | 1929-1943                 |
| III                       | Baltasar Hidalgo y Enrile              | 1956-1963                 |
| IV                        | María del Carmen Hidalgo y Olivares    | 1963-2002                 |
| V                         | María del Carmen Borrero Hidalgo       | 2002-hoy                  |

## Historia de los marqueses de Pardo de Figueroa
La lista de los marqueses de Pardo de Figueroa, junto con las fechas en las que sucedieron en el título, es la que sigue:
- Josefa Pardo de Figueroa y de la Serna, I marquesa de Pardo de Figueroa.

Se casó con Baltasar Hidalgo y Meléndez. El 1 de febrero de 1929 le sucedió su hijo:
- Salvador Hidalgo y Pardo de Figueroa, II marqués de Pardo de Figueroa, V marqués de Negrón, caballero de la Orden de Calatrava y de la Real Maestranza de Sevilla.

Se casó con María del Carmen Enrile y González de la Mota. El 14 de abril de 1956 le sucedió su hijo:
- Baltasar Hidalgo y Enrile, III marqués de Pardo de Figueroa, VI marqués de Negrón.

Se casó con María del Carmen Olivares y Bruguera. El 13 de diciembre de 1963, tras solicitud cursada el 4 de abril del mismo año (BOE del día 15) y orden del 24 de julio (BOE del 16 de agosto), le sucedió su hija:
- María del Carmen Hidalgo y Olivares, IV marquesa de Pardo de Figueroa, VII marquesa de Negrón, condesa de Casa Sarriá.

El 27 de septiembre de 2002 le sucedió, por distribución, su hija:
- María del Carmen Borrero Hidalgo, V marquesa de Pardo de Figueroa, VI condesa de Artaza.

Se casó con Guillermo Frühbeck Olmedo.